# 小山恭輔
小山 恭輔（おやま きょうすけ、1987年12月26日 - ）は、日本の競泳選手。北京パラリンピック50mバタフライ銀メダリスト、ロンドンパラリンピック50mバタフライ銅メダリスト。クラスは運動機能障害S7。
日鉄住金パイプライン&エンジニアリング所属。

## 人物
東京都東久留米市生まれ。中学2年生の時に脳梗塞となり、右半身を麻痺。東京都立清瀬高等学校に進学後から本格的に水泳を始め、日本社会事業大学社会福祉学部福祉援助学科卒業。学生時代は東京ラッコに所属して水泳を続ける。大学卒業後は日鉄住金パイプライン&エンジニアリングに入社。
2008年、初出場の北京パラリンピックにおいて50mバタフライで銀メダルを獲得。2012年のロンドンパラリンピックでは同じく50mバタフライで銅メダルを獲得。しかし金メダルをかけて望んだ2016年のリオデジャネイロパラリンピック50mバタフライでは5位に終わった。また50メートル自由形でも出場したが予選敗退となった。